# Andreas Ilves
Andreas Ilves (28 aprile 2000) è un combinatista nordico estone.
È fratello di Kristjan, a sua volta combinatista nordico.

## Biografia
Ilves, attivo in gare FIS dal gennaio del 2016, ha esordito in Coppa del Mondo il 24 novembre 2018 a Kuusamo (51º) e ai Campionati mondiali a Oberstdorf 2021, dove si è classificato 42º nel trampolino normale, 45º nel trampolino lungo e 8º nella sprint a squadre.